# Convenzione della Società delle Nazioni
La Convenzione della Società delle Nazioni, detto anche Covenant, è la carta fondativa della Società delle Nazioni.
Già dal Preambolo della Convenzione appaiono evidenti i principi ispiratori di tale carta fondativa.

## Origine
I primi progetti per la nascita della Lega delle Nazioni, risalgono alla fine della prima guerra mondiale.
Alla Conferenza di pace di Parigi nel 1919 venne creata una commissione, incaricata di stendere una proposta, i cui membri erano:
- Stati Uniti: il Presidente Woodrow Wilson (Presidente della commissione) ed il Colonnello House;
- Regno Unito: Robert Cecil e Cecil Hurst;
- Francia: Léon Bourgeois e Ferdinando Larnaude;
- Italia: il Presidente del Consiglio Vittorio Emanuele Orlando e Vittorio Scialoja;
- Giappone: il Ministro degli Esteri Makino Nobuaki e Chinda Sutemi;
- Belgio: il Ministro degli Esteri Paul Hymans;
- Repubblica di Cina: Wellington Koo;
- Portogallo: Batalha Jayme Reis;
- Serbia: Milenko Radomar Vesnitch.

Più tardi si aggiunsero rappresentanti di Cecoslovacchia, Grecia, Polonia e Romania.
Il gruppo esaminò un progetto preliminare presentato da Hurst e dal consigliere del presidente Wilson David Hunter Miller. Il gruppo si riunì dieci volte ed l'11 aprile 1919, approvò il progetto Hurst-Miller, apportando solo alcune modifiche minori.
La Lega sarebbe stata costituita da un'Assemblea Generale in rappresentanza di tutti gli Stati membri, da un Consiglio Esecutivo con numero limitato di grandi potenze e da un Segretariato permanente. Gli Stati membri erano tenuti a "rispettare e preservare contro le aggressioni esterne" l'integrità territoriale degli altri membri e a procedere ad un disarmo "al punto più basso compatibile con la sicurezza nazionale". Tutti gli Stati sarebbero stati tenuti a presentare delle denunce di arbitrato prima di  dichiarare guerra. Il Consiglio Direttivo avrebbe infine provveduto alla creazione di una Corte Permanente di Giustizia Internazionale per giudicare le eventuali controversie tra Stati.
Tale progetto di Convenzione, tuttavia, suscitò obiezioni di rilievo da parte di Francia e Giappone. In particolare, la Francia avrebbe voluto la costituzione di un esercito internazionale di far rispettare le decisioni della Società delle Nazioni, ma tale proposta incontrò l'ostilità degli inglesi, preoccupati che un tale esercito sarebbe potuto essere dominato dai francesi, e degli americani, che volevano evitare di essere coinvolti in guerre non dichiarate dal Congresso.

## Entrata in vigore
Il Trattato entrò in vigore il 10 gennaio 1920. Successivamente, nel 1924, furono apportate modifiche agli articoli 4, 6, 12, 13, e 15. Esistono molte disposizioni analoghe a quelle che saranno poi inserite nella Statuto delle Nazioni Unite.